# Elecciones estatales del Sarre de 1980
La elección del sexto parlamento del Sarre tuvo lugar el 27 de abril de 1980.
Después los estrechos resultados de las elecciones regionales en 1975, en las que tanto la CDU como el SPD y el FDP en su conjunto habían obtenido 25 escaños, 51 escaños fueron elegidos en esta elección estatal por primera vez.
En 1979, el primer ministro Franz-Josef Röder (CDU, titular desde 1959) había muerto en el cargo. El día antes de su muerte había propuesto a Werner Zeyer como su sucesor. Este había sido elegido por el Parlamento, por lo que se presentó por primera vez a la reelección en estas elecciones.
El SPD posuló por primera vez a Oskar Lafontaine, alcalde de Saarbrücken, como candidato principal. Lafontaine era además presidente estatal del SPD desde 1987.
Bajo su liderazgo, el SPD fue la fuerza política más fuerte, pero no fue capaz de sustituir a la coalición negro-amarillo.
Los Verdes, que participaban por primera vez en una elección estatal de Sarre, no llegaron al Parlamento.
Como resultado, Zeyer fue reelegido como primer ministro, mientras que Lafontaine se mantuvo como alcalde de Saarbrücken.

## Resultados
La elección tuvo una participación del 88,0%. Los resultados fueron:
| Partido | Partido | Votos   | %      | Escaños |
| ------- | ------- | ------- | ------ | ------- |
|         | CDU     | 305.594 | 44,0 % | 23      |
|         | SPD     | 315.432 | 45,4 % | 24      |
|         | FDP/DPS | 47.977  | 6,9 %  | 4       |
|         | Grüne   | 19.945  | 2,9 %  | —       |
|         | DKP     | 3.703   | 0,5 %  | −       |
|         | CSWU    | 2.104   | 0,3 %  | —       |